# Batagur baska
Batagur baska је гмизавац из реда Testudines и фамилије Geoemydidae.

## Угроженост
Ова врста је крајње угрожена и у великој опасности од изумирања.

## Распрострањење
Ареал врсте покрива средњи број држава. 
Врста је присутна у следећим државама: Бангладеш, Индија, Камбоџа, Малезија, Индонезија. Врста је изумрла у Тајланду, Бурми, Сингапуру, и Вијетнаму.

## Станиште
Станишта врсте су речни екосистеми и слатководна подручја.